# 三菱・ジュピター

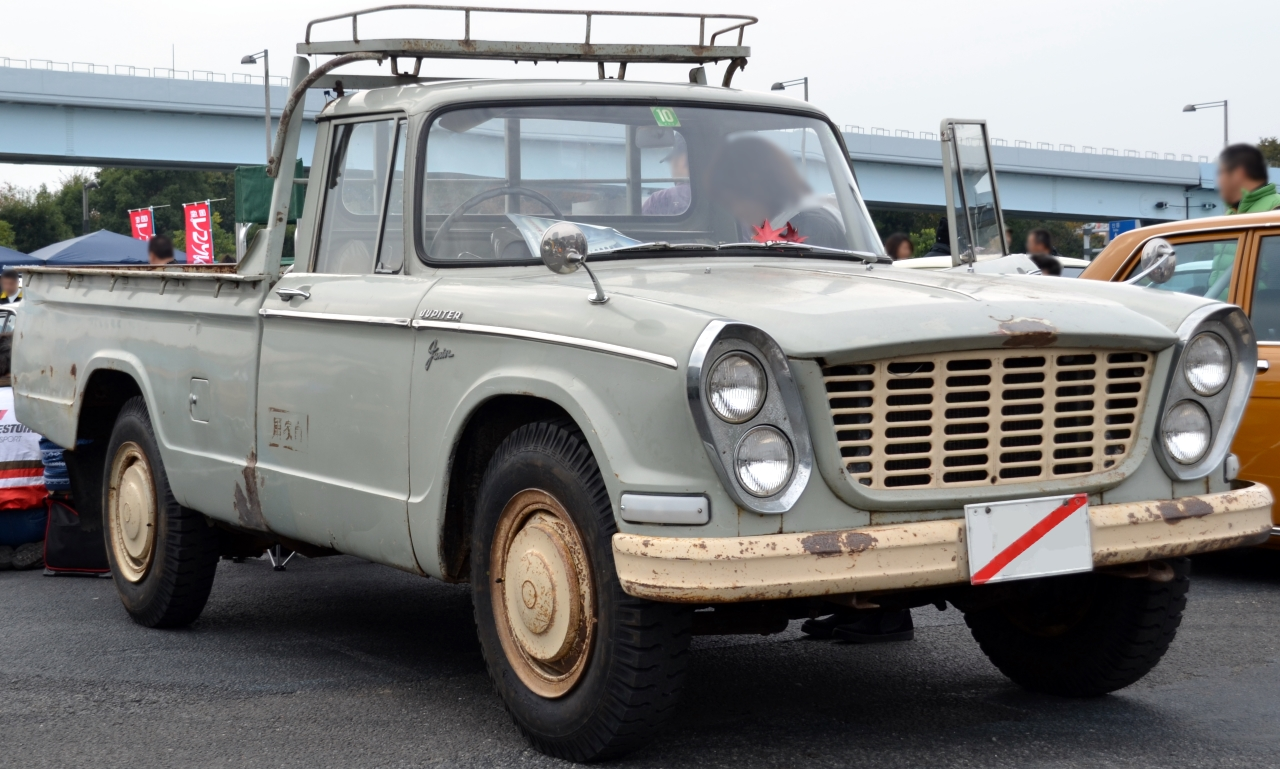
ジュピタージュニア

ジュピターは、新三菱重工業（現:三菱自動車工業、三菱ふそうトラック・バス）が製造・販売していた中型トラックである。
当時、積載量6t以上の大型トラックと2t以下の小型トラックの中間である2.5t〜4t車は、どのメーカーでも生産しておらず、その中間部分を埋めた先駆車でもある。
当初はボンネット型として発売し、後にキャブオーバー型を追加した。

## 歴史
- 1959年7月 - 2.5 t、3 t積発売
- 1960年4月 - 3.5 t積発売
- 1963年4月 - 2 t級のジュピタージュニアを発売
- 1964年10月 - 4 t積発売。同時期に三菱ふそうからは、後にベストセラーとなる4 t積み中型トラックT620が発売され、併売となった。
- 1965年7月 - 3.5 t積キャブオーバー発売
- 1970年 - ボンネット型ジュピター発売終了

その後、キャブオーバー型ジュピターは三菱ふそう3.5トントラック（T44型）として、三菱ふそうファミリーに組み込まれ、1970年代半ばまで販売された。